# Bahnhof Büdingen (Oberhess)
Der Bahnhof Büdingen (Oberhess) ist ein Bahnhof in der Stadt Büdingen. Der Bahnhof befindet sich in der Kernstadt und liegt an der Bahnstrecke Gießen–Gelnhausen (Lahn-Kinzig-Bahn). Neben dem Bahnhof in Büdingen gibt es noch den Haltepunkt Büches-Düdelsheim im Stadtteil Büches.

## Geschichte
Der Bahnhof wurde am 30. Oktober 1870 als Endpunkt des dritten Abschnitts der Lahn-Kinzig-Bahn (Nidda–Büdingen) eröffnet. Bauherr war die Oberhessische Eisenbahn-Gesellschaft. Exakt einen Monat später wurde die Bahnstrecke dann bis nach Gelnhausen verlängert und somit auf kompletter Länge fertiggestellt.

## Bahnanlagen

### Empfangsgebäude
Das Empfangsgebäude des Bahnhofes Büdingen ist ein denkmalgeschützter, zweigeschossiger, standardisierter Putzbau mit schlichter Lisenengliederung aus der Zeit des Klassizismus und ist dem Bahnhof in Lich ähnlich.
Es ist inzwischen in Besitz eines privaten Investors und dient seit Jahren nicht mehr bahnbetrieblichen Zwecken. Der Zustand ist marode und verkommen.
Im Denkmalverzeichnis des Landesamts für Denkmalpflege Hessen ist das Bahnhofsgebäude mit allen Anbauten als Kulturdenkmal aus geschichtlichen Gründen eingetragen.

### Gleise und Bahnsteige
In seiner größten Ausbauphase verfügte der Bahnhof Büdingen (in diesem Plan fehlt der Zusatz (Oberhess) im Namen) über fünf parallel nebeneinander liegende Gleise zwischen der Ladestraße in der Fortsetzung der Bahnhofstraße westlich des Empfangsgebäudes und der diesem gegenüberliegenden Holzverladerampe. Dabei ist zwischen den Gleisen 3 und 4 auf der südlichen Bahnhofsseite ein großer Zwischenraum, so dass zwischen diesen beiden ein weiteres Gleis hätte erbaut werden können. Dies ist jedoch zu keiner Zeit ausgeführt worden. Die östliche Verlängerung des Gleises 3 wurde als Gleis 8 bezeichnet. Als Abschluss dieses nur 60 Meter langen Gleisstumpfes hat spätestens seit den 1950er Jahren ein Kleinlokschuppen gedient, wann dieser entfernt wurde, ist nicht bekannt.
Neben dem 151 Meter langen Hausbahnsteig an Gleis 1 gibt es Zwischenbahnsteige an den Gleisen 2 (198 Meter lang) und 3 (210 Meter lang). Dabei konnte Gleis 1 zu keiner Zeit fahrstraßentechnisch angefahren werden, so dass für den Zugverkehr die Gleise 2 und 3 genutzt werden. Die Bahnsteige werden über niveaugleiche Zugänge erreicht.
Die übrigen Gleisanlagen dienten dem Güterverkehr: Gleis 4 mit einer Nutzlänge von 183 Metern ist das südliche Ladegleis gegenüber dem Empfangsgebäude, an seiner westlichen, 111 Meter langen Verlängerung 4a lagen eine weitere Ladestraße und Lagerplätze.
Im östlichen Bahnhofskopf lagen auf der Seite des Empfangsgebäudes aus Richtung Gelnhausen hinter dem Bahnübergang über die Berliner Straße die beiden Ladegleise 5 und 6, die an einer direkt an dieser Straße liegenden kombinierten Kopf-/Seitenrampe endeten. Diese beiden Gleise liefen zum Gleis 1 zusammen, das sodann vor dem Empfangsgebäude und dem Stellwerk entlanglief. Hinter dem Stellwerk lag nördlich von Gleis 1 und parallel zu diesem das Gleis 7a (Länge: 55 Meter), an dem etwa in Streckenkilometer 54,73 ein Güterschuppen als eigenständiges Bauwerk stand, die Fortsetzung dieses Gleises in westliche Richtung war das 155 Meter lange Gleis 7, an dem eine weitere Ladestraße lag. In Gleis 7 waren außerdem ein Lademaß sowie eine Gleiswaage mit einer Wiegelast von 30 Tonnen vorhanden.
Die Fortsetzung des Gleises 1 westlich der Weichenverbindung zum Streckengleis war als Gleis 9 bezeichnet, von ihm – mit einer Länge von 180 Metern – zweigte kurz vor dessen Ende in nördliche Richtung das nur 34 Meter lange Gleis 10 ab, das einem Privatanschließer diente.
bis 2024 waren nur noch die Gleise 2 und 3 im Personenverkehr in Nutzung, wobei der erste Zwischenbahnsteig (Gleis 2) von den Zügen Richtung Gelnhausen angefahren wurde, Gleis 3 diente den Zügen mit Fahrtziel Nidda/Gießen.
2024 wurde der Bahnhof komplett umgebaut. Ein neuer Mittelbahnsteig mit 55 cm Höhe wurde errichtet, und außer den beiden Bahnsteiggleisen alle anderen Gleise entfernt.

### Stellwerk
Der Bahnhof Büdingen (Oberhess) verfügte über ein Stellwerk mit der Bezeichnung Bf (Büdingen Fahrdienstleiter). Es steht etwa in km 54,77 der Bahnstrecke Gießen–Gelnhausen unmittelbar neben dem Empfangsgebäude am Hausbahnsteig und wurde im Jahr 1890 errichtet und in Betrieb genommen. Die Technik des Stellwerks ist mechanisch, die Bauart Willmann. Im Jahr 1953 waren an dieses Stellwerk elf einfache Weichen und die beiden doppelten Kreuzungsweichen des Bahnhofs angeschlossen, außerdem bediente es drei Gleissperren und sechs Formsignale. Nur drei weitere einfache Weichen waren ortsgestellt. 2024 wurde es außer Betrieb genommen.
2024 wurde ein Elektronisches Stellwerk errichtet, dass ferngesteuert wird. 

## Verkehr
Büdingen liegt im Tarifgebiet des Rhein-Main-Verkehrsverbundes (RMV).

### Bahnverkehr
In Büdingen halten ausschließlich die Regionalbahnen der HLB Hessenbahn GmbH (Relation Gießen–Nidda–Glauburg-Stockheim–Gelnhausen, RB 46). Es besteht ein 60-Minuten-Takt in beide Richtungen, welcher in den Hauptverkehrszeiten durch einzelne halbstündliche Verbindungen von und nach Nidda ergänzt wird. Gießen ist in rund 75 Bahnminuten, Frankfurt (mit Umstieg in Gelnhausen auf RE 50) in ca. einer Stunde erreichbar.
| Linie | Verlauf | Takt   |
| ----- | --- | ------ |
| RB 46 | Lahn-Kinzig-Bahn: Gießen – Gießen Erdkauter Weg – Watzenborn-Steinberg – Garbenteich – Lich (Oberhess) – Langsdorf (Oberhess) – Hungen – Trais-Horloff – Ober Widdersheim – Borsdorf (Hess) – Nidda – Ranstadt – Effolderbach – Glauburg-Stockheim – Bleichenbach – Büches-Düdelsheim – Büdingen (Oberhess) – Mittel Gründau – Lieblos – Gelnhausen Stand: Fahrplanwechsel Dezember 2021 | 60 min |

Die Lahn-Kinzig-Bahn bietet auch weitere Umsteigemöglichkeiten in Nidda (mit RB 48 Richtung Friedberg/Frankfurt) und in Glauburg-Stockheim (mit RB 34 Richtung Bad Vilbel/Frankfurt).

### Busverkehr
Am Büdinger Bahnhof besteht Anschluss an mehrere Buslinien in die umliegende Region (genaueres unter Büdingen#Busverkehr).